# Metamoris
Metamoris é uma organização de Brazilian Jiu-Jitsu criada por Ralek Gracie, com sede em Los Angeles, Califórnia.

## Regras
Os atletas se enfrentam em 20 minutos em luta de grappling, só valendo finalizações, com ou sem quimono.Não há pontos dados e, se não houver finalização, um empate é declarado.

## Eventos
(* Eventos futuros estão em itálico.)

## Comentaristas
- Rener Gracie - 4º grau em faixa preta de Brazilian jiu-jitsu;[4]
- Kenny Florian - Ex-lutador de MMA, finalista do TUF 1, atual comentarista do UFC;[5]
- Ed O'Neill - Ator, faixa preta em Brazilian jiu-jitsu;
- Jeff Glover - Faixa preta em Brazilian jiu-jitsu, medalha de bronze no ADCC 2011.